# صموئيل ف . ستيوارت
صموئيل فيرنون ستيوارت (بالإنجليزية Samuel Vernon Stewart) زهز سياسي أمريكي ينتمي إلى الحزب الديمقراطي ولد صموئيل فيرنون ستيوارت في 2 آب - أغسطس من سنة 1872 في مقاطعة مونرو، بولاية أوهايو. حصل ستيوارت على شهادة في القانون من جامعة ولاية كانساس في عام 1898. شغل ستيوارت منصب حاكم ولاية مونتانا ما بين عامي 1913 إلى عام 1921. كما خدم ستيوارت في مجلس نواب ولاية مونتانا من عام 1930 إلى عام 1932. توفي صموئيل فيرنون ستيوارت في 15 أيلول - سبتمبر من سنة 1939 في مدينة هيلينا بولاية مونتانا.